# 김미화 (가수)
김미화(1958년 2월 22일 ~ )는 대한민국의 가수 겸 작사가이며, 미국 이민자 출신이기도 하다.
1978년 당시 미국 일리노이 주 시카고에 처음 이민 이후로, 1981년부터 1987년까지는 미국 시카고의 언더그라운드 라이브 클럽에서 한인 재미 동포 출신의 통기타 음악 가수로 활약하다가, 텍사스 주 댈러스로 8년간 재차 이주했고, 1995년에 뉴욕 주의 뉴욕 시티로 마지막 이주한 이후에, 2013년 1집 앨범 《I LOVE YOU/거품처럼 사라진다 해도》로 정식 데뷔를 하였다. 제22회 대한민국연예예술상 해외동포가수상 수상(2015년)을 하기도 했다.

## 주요 방송 출연작

### TV 프로그램
- 2018년 - KBS 우리말겨루기 - 740회
- 2019년 - KBS 우리말겨루기 - 788회
- 2020년 - KBS 우리말겨루기 - 807회
- 2021년 - KBS 우리말겨루기 - 864회
  - KBS 우리말겨루기에 배일호, 김세환, 최연화, 김경민 등과 함께 출연하였다.

## 수상 경력
- 2015년 - 제22회 대한민국연예예술상 해외동포가수상[1]

## 앨범
- 1987년 - 《윤종일, 김미화 부부교수 새성가》
- 2013년 - 《I LOVE YOU/거품처럼 사라진다 해도》
- 2014년 - 《대박이야》
- 2019년 - 《굴레/당신을 기다려요》